# Homotherus locutor
Homotherus locutor là một loài tò vò trong họ Ichneumonidae.